# Liste des lacs du Chili
La liste suivante traite de différents types de lacs chiliens mais la majorité d'entre eux (en particulier ceux du sud du Chili) sont d'origine glaciaires. Le bassin versant d'un lac est l'espace géographique dans lequel on trouve tous les cours d'eau qui se déversent dans le lac.

## Lacs par zone
Remarque : Pour ce qui est de la superficie, on peut distinguer la superficie dans les limites du territoire chilien de la superficie totale du lac lui-même. En effet, certains lacs sont partagés avec un pays voisin, comme par exemple le lac général Carrera qui est partagé avec l'Argentine.
| Nom              | Superficie au Chili (km 2 ) | Superficie totale (km 2 ) | Profondeur moyenne (m) | Durée de renouvellement des eaux (années) |
| ---------------- | --------------------------- | ------------------------- | ---------------------- | ----------------------------------------- |
| Général Carrera  | 970                         | 1850                      |                        |                                           |
| Llanquihue       | 860                         | 860                       | 182                    | 70                                        |
| O'Higgins        | 529                         | 1058                      |                        |                                           |
| Ranco            | 442                         | 442                       | 122,1                  | 5                                         |
| Presidente Ríos  | 352                         | 352                       |                        |                                           |
| Greve            | 240                         | 240                       |                        |                                           |
| Rupanco          | 223                         | 223                       | 162                    | 8,5                                       |
| del Toro         | 202                         | 202                       |                        |                                           |
| Todos los Santos | 178,5                       | 178,5                     | 191                    |                                           |
| Villarrica       | 176                         | 176                       | 120                    |                                           |
| Cochrane         | 175,25                      | 271                       |                        |                                           |
| Puyehue          | 156                         | 156                       | 76                     | 3,4                                       |
| del Laja         | 128,1                       | 128,1                     | 120                    |                                           |
| San Rafael       | 123                         | 123                       |                        |                                           |
| Calafquén        | 120,6                       | 120,6                     | 115                    |                                           |
| Panguipulli      | 116                         | 116                       | 126                    |                                           |
| Yelcho           | 110                         | 110                       | 135                    | 0,5                                       |
| Palena           |                             | 135                       |                        |                                           |
| Cami             | 39                          | 645                       |                        |                                           |

## Lacs parrégion naturelle

### Lacs du Norte Grande
- Lac Chungará
- Lagunes de Cotacota
- Laguna de Cotacotani
- Laguna Lejía
- Lagune de Quantija
- Lagon Miscanti

### Lacs du Norte Chico
- Lagune de Conchucha
- Embalse Corrales (artificiel)
- Laguna Verde
- Tranque Puclaro (artificiel)

### Lacs de la Zona Central
- Lac de Colbún (artificiel)
- Laguna del Inca
- Laguna del Laja
- Lac Peñuelas (artificiel)
- Lac Rapel (artificiel)

### Lacs de la Zona Sur

- Lac Budi
- Lac Caburgua
- Lac Calafquén
- Lac Chapo
- Lac Colico
- Lac Conguillio
- Lac de Constancia
- Lac del Las Rocas
- Lac de Galletué
- Lac Gris
- Lac Huilipilún
- Lac Huishue
- Lac Icalma
- Lac Lanalhue
- Lac Llanquihue
- Lac Lleulleu
- Lac Maihue
- Lac Neltume
- Laguna Verde
- Lac Panguipulli
- Lac Pellaifa
- Lac Pirihueico
- Lac Pullinque
- Lac Puyehue
- Lac de Riñihue
- Lac Ranco
- Lac Rupanco
- Lac Tagua Tagua
- Lac Tinquilco
- Lac Todos los Santos
- Lac Villarrica

### Lacs de la Zona Austral
- Lac Azul
- Lac Blanco
- Lac Chaiguata
- Lac Caro
- Lac Chico
- Lac Cochrane (au Chili et en Argentine )
- Lac Copa
- Lac Cucao
- Lac Del Toro
- Lac Dickson
- Lac El Parrillar
- Lac Espolón
- Lac Fagnano (au Chili et en Argentine)
- Lac Geike
- Lac General Carrera (au Chili et en Argentine)
- Lac Greve
- Grey Lake
- Lac de la Paloma
- Laguna Blanca (Chili)
- Laguna Abascal
- Laguna San Rafael
- Laguna Verde
- Lac Navarino
- Lac Nordenskiöld
- Lac O'Higgins (au Chili et en Argentine)
- Lac Palena (au Chili et en Argentine)
- Lac Pehoe
- Lac Pilushejan
- Lac Pingo
- Lac Presidente Rios
- Lac Reñihue
- Lac Roosevelt
- Lac Sarmiento
- Lac Windhond
- Lac Yelcho
- Lac Yulton

## Voir également
- Liste des lacs
- Liste des rivières du Chili
- Liste des volcans du Chili